# Caramujo (Niterói)
Caramujo é um bairro da Zona Norte de Niterói, município do Leste Metropolitano do Rio de Janeiro, onde fica localizada a Florália. Limita-se com o Fonseca, Ititioca, Santa Bárbara, Sapê, Baldeador e Viçoso Jardim, numa área que constitui o chamado "mar de morros", que se caracteriza pela sucessão de vales e colinas de baixa altitude, bem como pela ocupação de encostas pela escassez de áreas planas.

## Etimologia
O nome Caramujo tem origem no fato de antes haver apenas uma via de acesso e de saída do bairro, a rua Dr. Nilo Peçanha, e pelas demais serem bastante sinuosas, constituindo-se em um lugar onde era necessário "dar muitas voltas" para se chegar ao destino ou para retornar ao ponto de origem.

## História
A ocupação inicial se fez sob a forma de sítios e fazendas, contando com a presença de imigrantes portugueses, italianos e alemães que ali desenvolviam diversas atividades agrícolas e também de comércio, através de casas de "secos e molhados" e de um abatedouro. Já na década de 50, instalou-se o Grupo Escolar Luciano Pestre como forma de atender às necessidades do bairro quanto à educação, evitando que a população se deslocasse para o Centro de Niterói.
Com relação à educação, encontra-se no bairro unidades de ensino público: a Escola Estadual Luciano Pestre, a mais antiga; a Escola Municipal José de Anchieta, localizada no Morro do Céu; e o CIEP do Caramujo, localizado às margens da Rodovia Amaral Peixoto. Estas escolas atendem também à população de bairros vizinhos como Baldeador e Viçoso Jardim. Cabe ressaltar também a Creche Girassóis, destinada aos filhos dos catadores de lixo e que tem como mantenedora a Companhia de Limpeza Urbana de Niterói (CLIN).

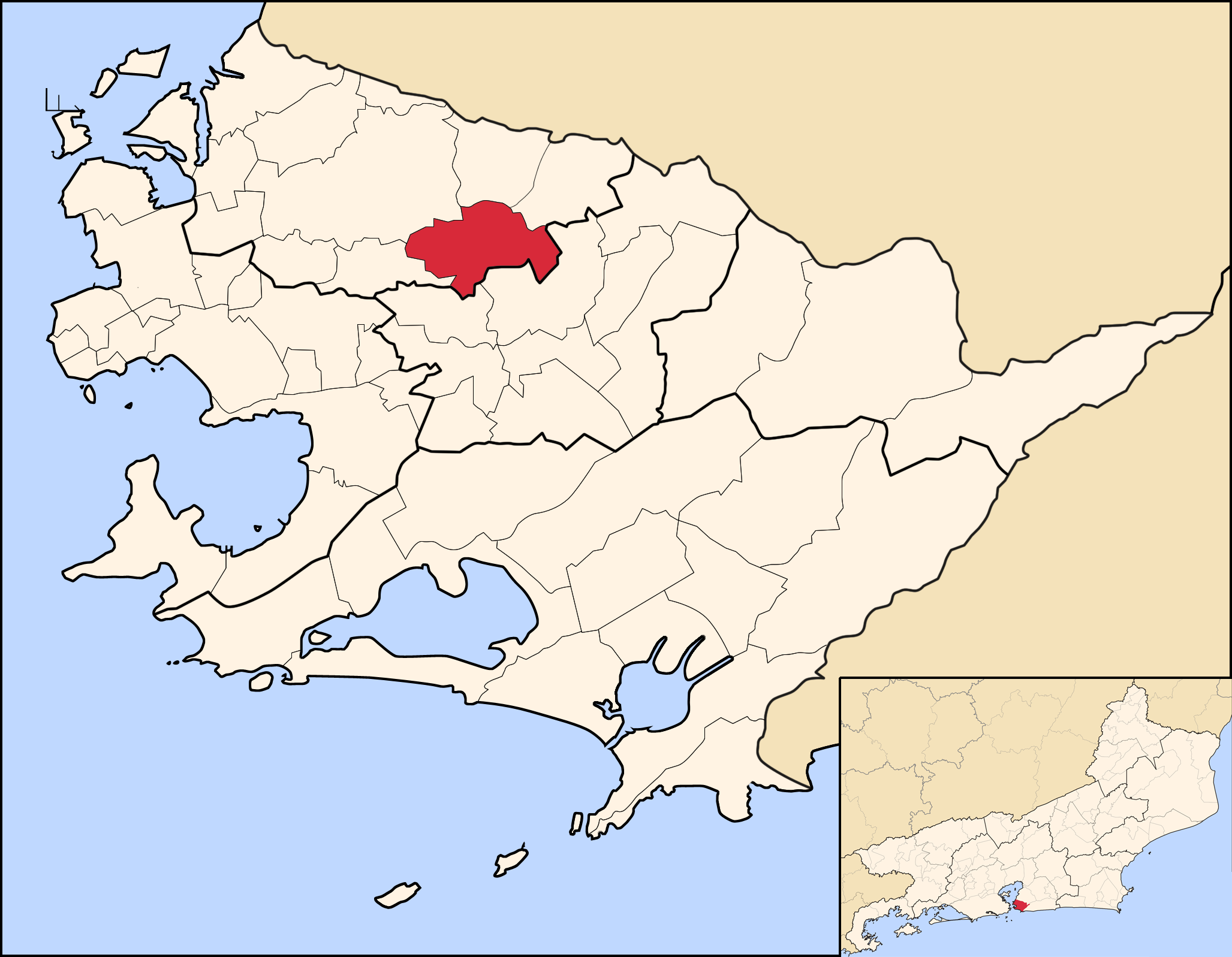
Localização do bairro Caramujo no município de Niterói.

Com a chegada da Companhia Proprietária Fluminense inicia-se o processo de loteamento do bairro, ocasionando as modificações mais significativas entre as décadas de 50 e 60, que corresponderam a uma sensível redução do número de sítios e fazendas (através do parcelamento), em oposição a um considerável aumento do número de domicílios unifamiliares, que passaram a ocupar também as encostas. A ocupação mais intensa porém, aconteceu nos anos 70, em função do modelo econômico adotado no país que provocou o crescimento e a multiplicação de bairros periféricos, além do recrudescimento da favelização. O antigo Parque da Vicência junto ao Largo do Moura, que já foi um local de passeio e lazer das famílias, encontra-se hoje quase totalmente ocupado.
O comércio do bairro concentra-se ao longo das ruas Dr. Nilo Peçanha e Pastor José Gomes de Souza, e compõe-se de padarias, mercados, farmácias, açougue, lojas de materiais de construção, bares e mercearias. Contudo, apesar de diversificado, conta com número pequeno de estabelecimentos. Pelo fato de o bairro ser constituído de população que, em sua maioria, é de baixo poder aquisitivo, o comércio local acaba não realizando grandes investimentos ou mesmo uma melhor qualificação, uma vez que a minoria residente que tem acesso a um tipo de comércio mais especializado acaba recorrendo ao já existente em outros bairros, como Fonseca e Centro de Niterói.

## Lazer e cultura
Rolf Altenburg, em 1956, fundou a Florália em seu sítio em Niterói, orquidários reunidos cujo nome foi inspirado numa famosa exposição belga de flores, denominada Floralis. E, assim, a Florália logo passou a ser conhecida e reconhecida nacional e internacionalmente por produzir orquídeas híbridas de rara beleza.
Naquela época, as orquídeas híbridas eram as mais admiradas em várias parte do mundo por colecionadores e cultivadores em grande escala pelo tamanho e beleza das suas cores. Não foi diferente para o Rolf que se tornou o pioneiro na hibridação de orquídeas no Brasil, nos anos 1950, época em que fundou o orquidário Florália, um dos pioneiros no Brasil. Foi na primeira metade dos anos 1960, utilizando espaços de seu laboratório de indústria farmacêutica Panquímica S.A., em Niterói que aliou, de forma muito criativa, o seu gosto por produzir medicamentos ao de cultivar orquídeas. De início desenvolvia a reprodução in vitro de sementeira, o que não atendia às expectativas de reproduzir seus ótimos híbridos que passaram a receber inúmeras premiações nacionais e internacionais. Laboratório Panquímica não existe mais, mas a Florália continua há mais de 50 anos produzindo, principalmente, espécies de orquídeas pela técnica de sementeira.